# Ellipteroides (Protogonomyia) alboscutellatus
Ellipteroides (Protogonomyia) alboscutellatus is een tweevleugelige uit de familie steltmuggen (Limoniidae). De soort komt voor in het Palearctisch gebied.